# Atelopus onorei
Atelopus onorei is een kikker uit de familie padden (Bufonidae) en het geslacht klompvoetkikkers (Atelopus). De soort werd voor het eerst wetenschappelijk beschreven door Luis Aurelio Coloma, Stefan Lötters, William Edward Duellman en Alfonso Miranda-Leiva in 2007. Omdat de soort pas sinds recentelijk is beschreven wordt de kikker in veel literatuur nog niet vermeld. De soortaanduiding onorei is een eerbetoon aan Giovanni Onore.
Atelopus onorei leeft in delen van Zuid-Amerika en komt endemisch voor in Ecuador. De kikker is bekend van een hoogte van ongeveer 2500 meter boven zeeniveau. De soort komt in een relatief klein gebied voor en is hierdoor kwetsbaar. Door de internationale natuurbeschermingsorganisatie IUCN wordt de soort beschouwd als 'Kritiek'.
Atelopus onorei kwam vroeger algemeen voor, maar sinds 1990 is geen enkel exemplaar meer gezien.